# Święty Mauront z Marsylii
Święty Mauront (ur. ?, zm. 21 października 780) – francuski duchowny, opat w klasztorze św. Wiktora w Marsylii oraz biskup tego miasta. Uznany za świętego. Patron rozgrywek w piłce nożnej.
Jako opat u św. Wiktora starał się o renowację zabudowań i pozyskiwał środki na ten cel. Tuż przed swoją śmiercią Mauront, w wyniku oblężenia miasta, zajął Marsylię (prawdopodobnie okupowaną przez Saracenów) i został jej biskupem. Zmarł 21 października 780. Wspomnienie św. Mauronta przypada w dniu jego śmierci. Relikwie świętego spoczywają w krypcie klasztoru św. Wiktora.
Wczasach Karola Młota (718–741) miał walczyć przeciwko Saracenom i za zasługi miał zostać hrabią Marsylii. Później jednak miał poddać im miasto z powodu znacznej przewagi wroga i braku wsparcia z dworu królewskiego. Jednak te informacje podaje jedynie Rino Cammilleri w Wielkiej księdze Świętych Patronów.
Na cześć św. Mauronta nazwano jeden z dystryktów 3. Dzielnicy Marsylii oraz kościół św. Mauronta z 1854 przy 1 rue Gautier także w Marsylii.